# Allan Hyde
Allan Hyde (født 20. december 1989) er en dansk skuespiller.
Han begyndte sin skuespillerkarriere som eventyrbarn (elev på Eventyrteatret), og har erfaring indenfor teater, Tv-serier, film og stemmelægning. F.eks. har han lagt stemme til Ron Weasley i den danske udgave af Harry Potter-filmene. I 2009 fik han en rolle i den amerikanske kritikerroste HBO-serie True Blood. Her spillede han i 6 episoder Godric, en 2000 år gammel vampyr. Samme år gik han ud af musikgymnasiet Sankt Annæ Gymnasium.
Allan Hyde er desuden uddannet  manuskriptforfatter fra Super16.

## Filmografi
- En forelskelse 2008 - Carsten
- Exteriors (2011) - Allan
- You & me forever (2012) - Tobias
- Miraklet (2014)
- Kolbøttefabrikken (2014)
- Sommeren '92 (2014) - Flemming Povlsen
- Skammerens Datter (2015) - Davin
- Hundeliv (2016) - William

### Tv-serier
- Album, afsnit 2-4 (2008) – Martin Lund Jensen
- 2900 Happiness, afsnit 59, 60, 62, 65, 84, 87 (2008) – Max
- True Blood, afsnit 17, 19-21, 26, 36 (2009-2012) – Godric
- Lærkevej, afsnit 19-20 (2010) – Jonas
- Heartless, afsnit 1-4 (2014) - Pieter
- Dicte, sæson 2 afsnit 7-8 (2014) - Simon Østergaard
- Far til fire - Onkel Sofus vender tilbage - Peter (2014)
- Hedensted High 2015
- Juleønsket (2015) - Michael
- Anton 90 (2015) - Anton
- Far til fires vilde ferie - Peter (2015)

### Stemmeskuespil
- Weed - Weed (en anime, 2eren til Silverfang)
- Sonic X
- Austin & Ally
- Fartstriber
- Filmore!
- Hannah Montana - Dex
- Magi på Waverly Place - Zeke
- High School Musical - Troy Bolton
- Narnia: Prins Caspian - Supplerende stemmer
- Harry Potter - Ron Weasley
- Peter Pan - Tilbage til ønskeøen
- TMNT - Donatello
- Teen Beach Movie - Tanner
- Skovens hemmelige rige
- Horton og støvfolket Hvem - Lille Bo
- Violetta - Marco
- Det ukendtes skov - Wirt
- Binney og spøgelset - Nicklas (Dreng i stalden)
- Ballerina - Victor

Askeladden - I Dovregrubbens hall - 2017 - Prins Frederik